# Karl Wolf
Karl Wolf, född 18 april 1979 i Beirut, Libanon med det egentliga namnet Carl Abou Samah, är en kanadensisk libanesisk musiker. Han sjunger mest på engelska och arabiska, inom musikgenrerna R&B, hiphop och pop. Han är född i Libanon men uppväxt i Dubai, Förenade Arabemiraten (1982) och i Montréal, Kanada (1995). 
Karl Wolf har bland annat släppt singeln "Africa" (feat. Culture) (av Toto) , "Carrera" , "Yalla Habibi" (feat. Rime Salmi & Kaz Money), "Ghetto Love" (feat. Kardinal Offishall) och  "Mash It Up" (feat. Three 6 Mafia).

## Diskografi

### Studioalbum
| År   | Album detaljer                                                                | Listplacering |
| År   | Album detaljer                                                                | CAN           |
| ---- | ----------------------------------------------------------------------------- | ------------- |
| 2006 | Face Behind the Face - Released: February 14, 2006 - Label: LW - Format: CD   | —             |
| 2007 | Bite the Bullet - Released: July 11, 2007 - Label: LW/EMI Arabia - Format: CD | 100           |
| 2009 | Nightlife - Released: November 17, 2009 - Label: LW/EMI Arabia - Format: CD   | —             |
| 2012 | Finally Free - Released: July 10, 2012 - Label: LW/Universal - Format: CD     | —             |

### Singlar
| År   | Singel                                              | Listplacering | Listplacering | Utmärkelser       | Album                |
| År   | Singel                                              | CAN           | JPN           | Utmärkelser       | Album                |
| ---- | --------------------------------------------------- | ------------- | ------------- | ----------------- | -------------------- |
| 2005 | "Butterflies"                                       | —             | —             |                   | Face Behind the Face |
| 2006 | "Desensitize" (feat. Choclair)                      | —             | —             |                   | Face Behind the Face |
| 2006 | "Referee"                                           | —             | —             |                   | Face Behind the Face |
| 2006 | "Triple R" (feat. Snoop Dogg)                       | —             | —             |                   | non-album single     |
| 2007 | "She Wants to Know"                                 | —             | —             |                   | Bite the Bullet      |
| 2008 | "Africa" (feat. Culture)                            | 2             | 20            | - CAN: 4× Platina | Bite the Bullet      |
| 2009 | "Carrera"                                           | 39            | —             | - CAN: Guld       | Bite the Bullet      |
| 2009 | "Yalla Habibi" (feat. Rime Salmi & Kaz Money)       | 24            | 51            | - CAN: Guld       | Nightlife            |
| 2010 | "Hurting" (feat. Sway)                              | 55            | —             |                   | Nightlife            |
| 2010 | "80's Baby"                                         | —             | —             |                   | Nightlife            |
| 2011 | "Ghetto Love" (feat. Kardinal Offishall)            | 20            | —             | - CAN: Guld       | Finally Free         |
| 2011 | "Mash It Up" / "Fuck Shit Up" (feat. Three 6 Mafia) | 28            | —             | - CAN: Guld       | Finally Free         |
| 2012 | "DJ Gonna Save Us" (feat. Mr. OxXx)                 | 58            | —             |                   | Finally Free         |

Övrigt
- 2007: "Hollow Girl" (feat. Striger)
- 2007: "Butterflies" (with Eve)
- 2008: "Like This" (feat. Sandman)
- 2009: "Maniac Maniac" (feat. Culture)
- 2009: "You Forgot About Me" (feat. Imposs)
- 2009: "No Way Nobody" (feat. Loon)
- 2011: "Tell Me" (feat. Nirvana Savoury)

### Deltagande på andra artisters skivor
| Datum | Title                | Deltagande                                     | Album                          |
| ----- | -------------------- | ---------------------------------------------- | ------------------------------ |
| 2006  | "Get Down / Respire" | VJ Malik Shaheed feat. Karl Wolf               | Franglais by Malik Shaheed     |
| 2006  | "Weekend"            | Choclair feat. Karl Wolf                       | Flagship by Choclair           |
| 2008  | "Crazy Girl"         | Taio Cruz feat. Karl Wolf                      |                                |
| 2010  | "Si jeune"           | Jacob Guay feat. Karl Wolf                     | Si Jeune by Jacob Guay         |
| 2011  | "Enta Ma'ai"         | Diana Haddad feat. Karl Wolf                   | Bent Osol by Diana Haddad      |
| 2011  | "Yalla Asia"         | Jay Sean and Karl Wolf                         | non-album single               |
| 2011  | "All Wrong"          | Marc Mysterio feat. Karl Wolf and Jamie Sparks | non-album single               |
| 2012  | "Awel Mara Atgara"   | Sandy feat. Karl Wolf                          |                                |
| 2012  | "Turn It Up"         | Kardinal Offishall feat. Karl Wolf             |                                |
| 2012  | "Frente A Frente"    | DJ Ricky Campanelli feat. Karl Wolf            | Modestia Aparte                |
| 2013  | "Unbreakable"        | DJ Antoine feat. Karl Wolf                     | Sky Is The Limit by DJ Antoine |
| 2013  | "Stick Up"           | Shawn Desman feat. Karl Wolf                   |                                |
| 2013  | "Fire"               | David Obegi feat. Karl Wolf                    |                                |